# Pierrino Lattuada
Pierrino Lattuada, né le 16 avril 1951 à Montevideo en Uruguay (ou 16 avril 1950 selon certaines sources) est un joueur de football international uruguayen, qui évoluait au poste de milieu de terrain et d'attaquant.

## Biographie

### En club
Pierrino Lattuada joue en Uruguay, en France, en Espagne, et en Argentine.
Avec les Girondins de Bordeaux, il dispute 96 matchs en Division 1, inscrivant 16 buts. Le 21 janvier 1973, il est l'auteur d'un triplé, lors de la réception de l'AC Ajaccio.
Avec l'équipe d'Hércules Alicante, il joue 47 matchs en première division espagnole, marquant six buts.

### En équipe nationale
Il reçoit 12 sélections en équipe d'Uruguay entre 1971 et 1972, marquant deux buts.